# Rośliny pasożytnicze

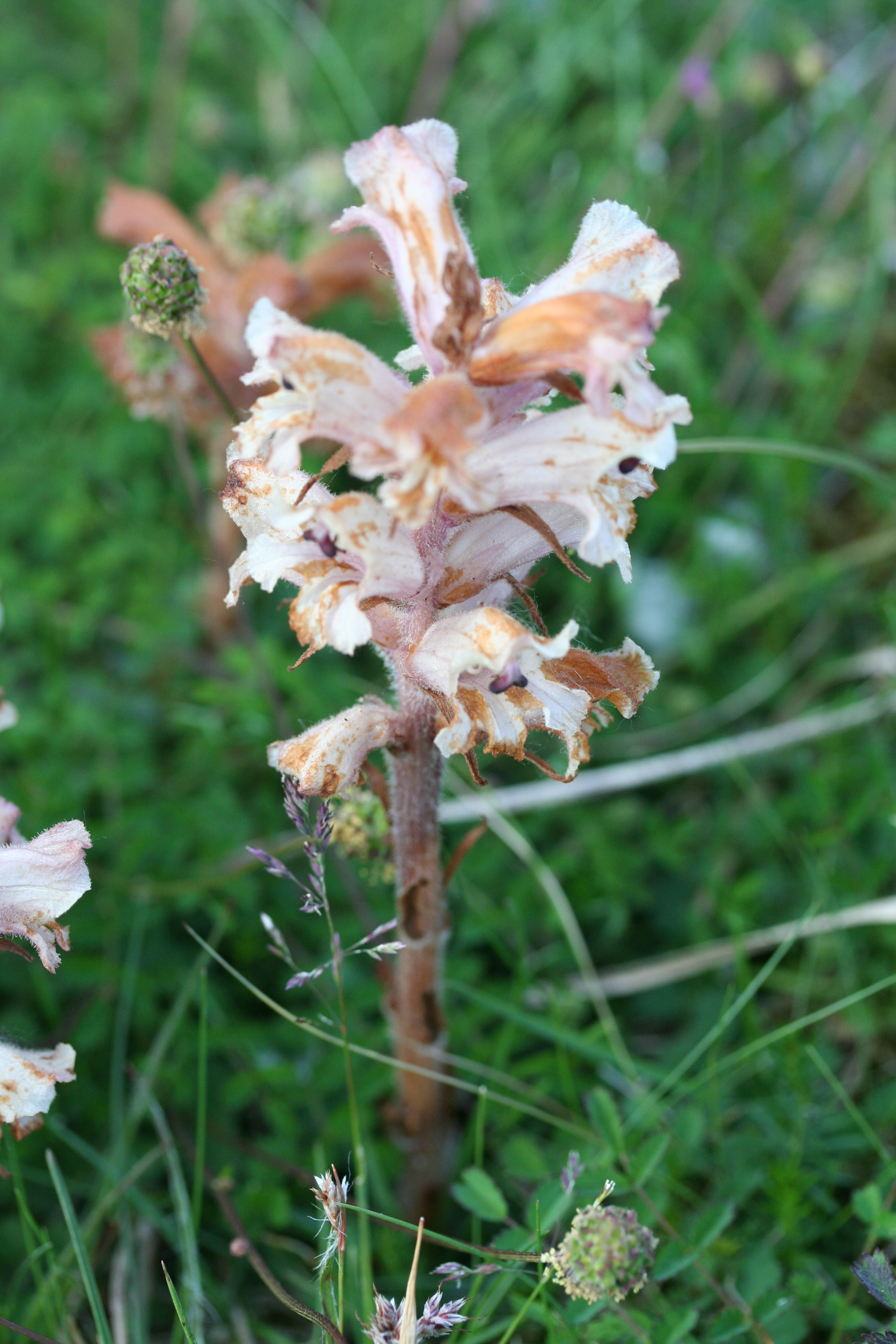
Zaraza drobnokwiatowa – pasożyt całkowity

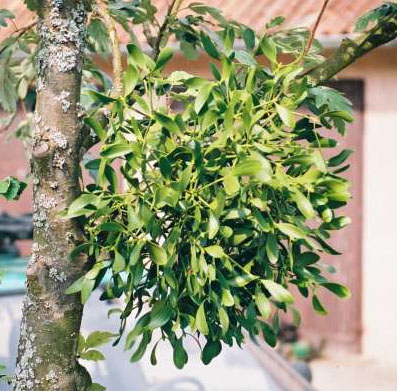
Jemioła – półpasożyt nadrzewny

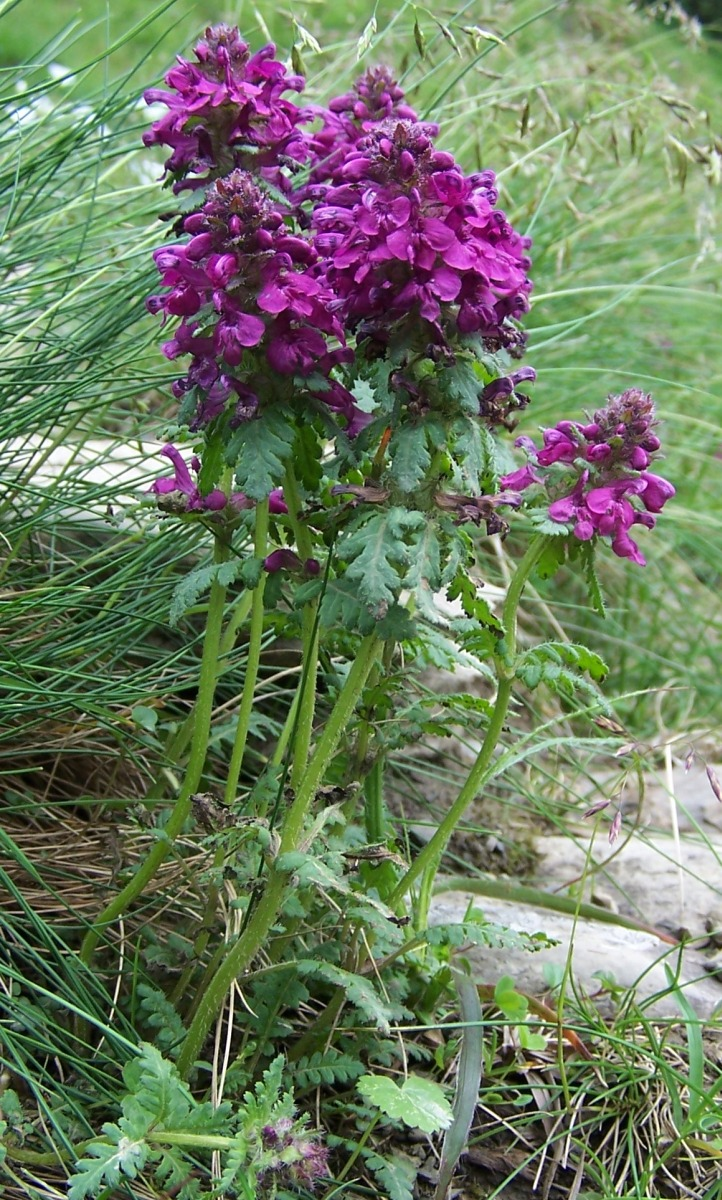
Gnidosz okółkowy – półpasożyt wysokogórski

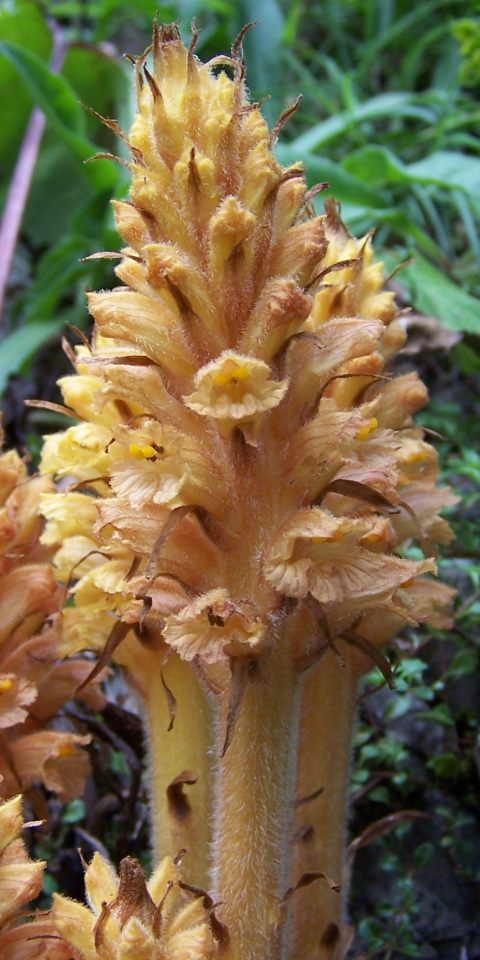
Zaraza żółta – pasożyt lepiężników

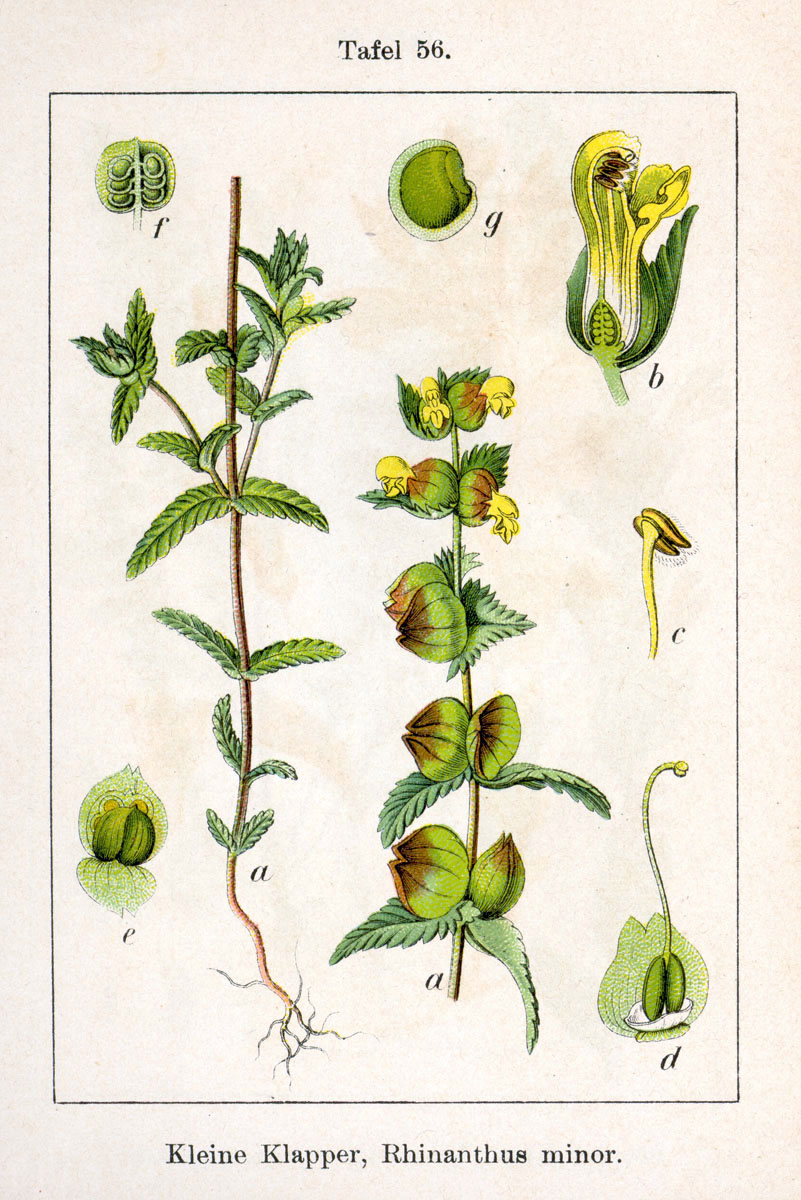
Szelężnik mniejszy – półpasożyt korzeniowy

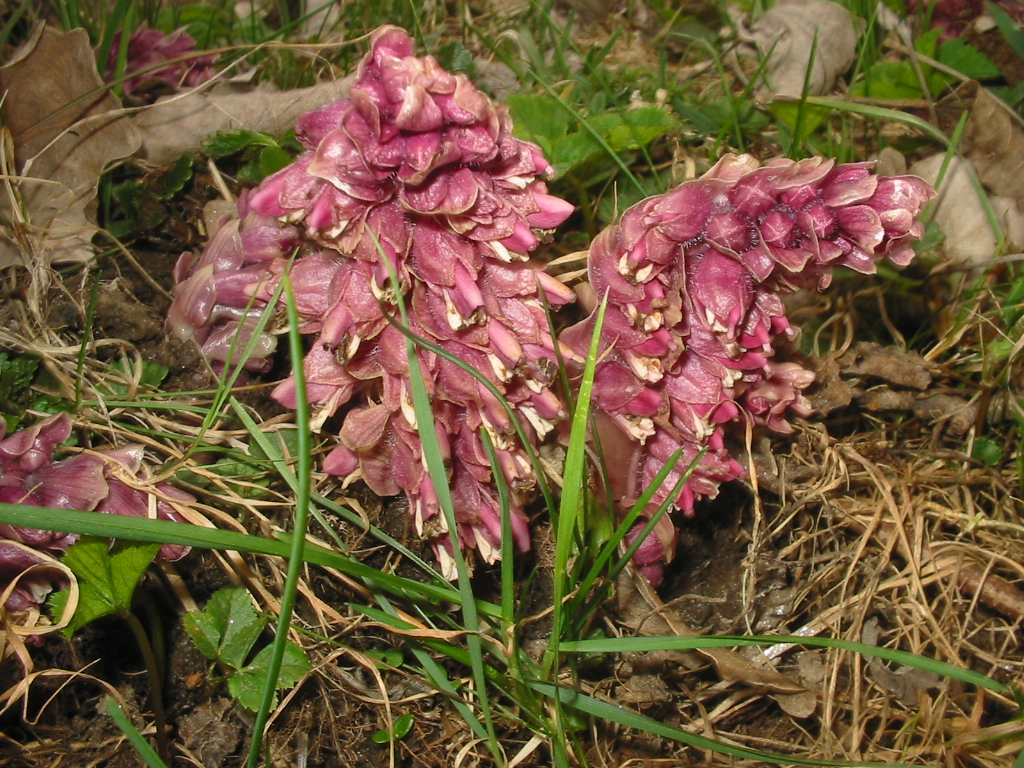
Łuskiewnik różowy – pospolicie występujący podziemny pasożyt całkowity

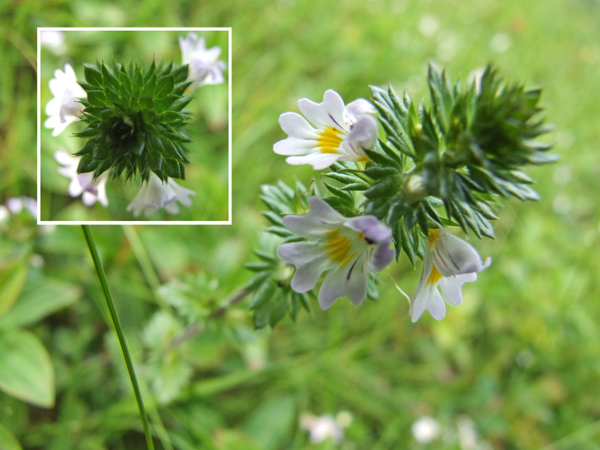
Świetlik wyprężony – półpasożyt

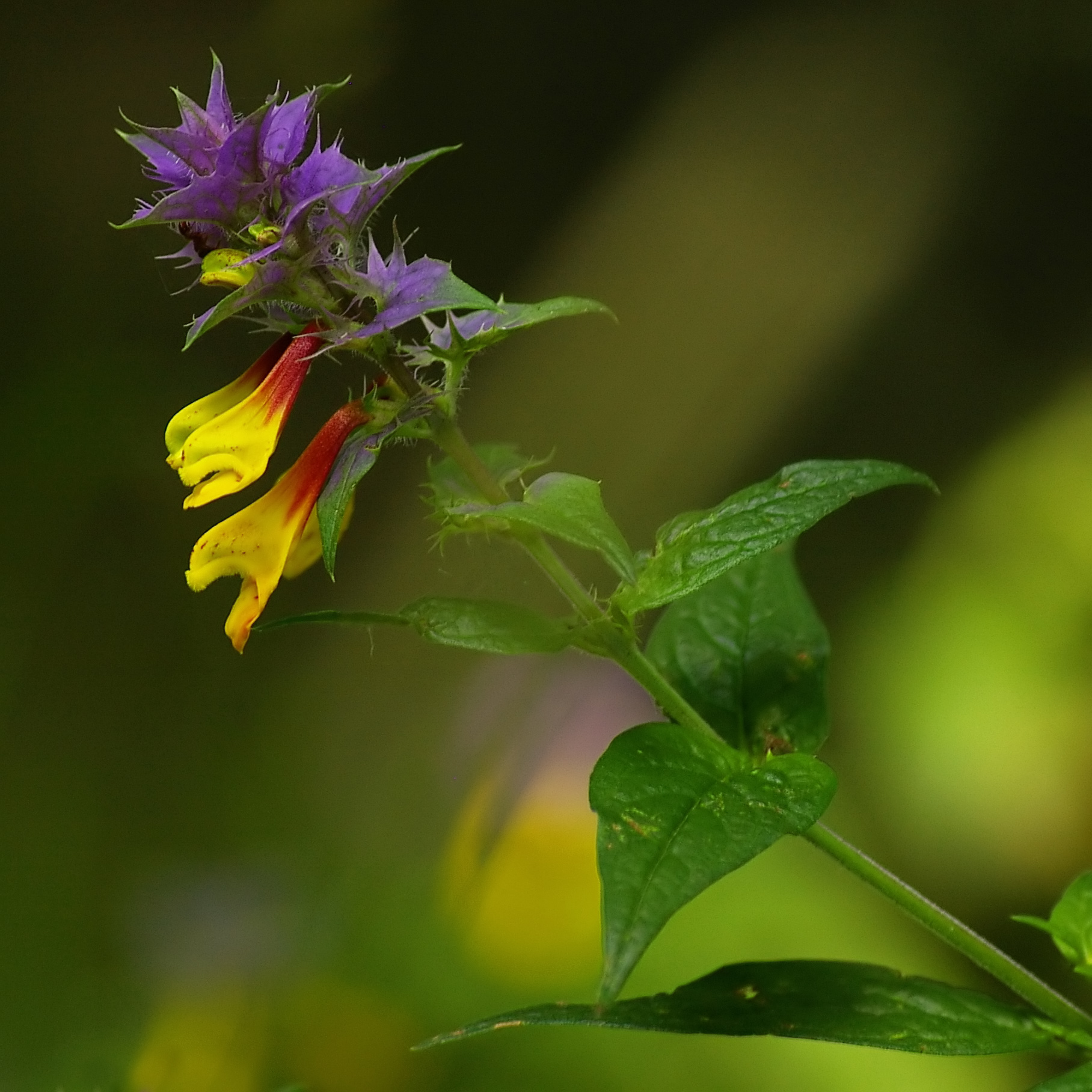
Pszeniec gajowy – półpasożyt

Rośliny pasożytnicze, parazytofity – rośliny korzystające z wody i soli mineralnych oraz substancji organicznych wytworzonych przez inne organizmy, które stają się ich żywicielami. Stanowią nieliczną procentowo grupę gatunków, ogromna bowiem większość roślin to gatunki autotroficzne.

## Rodzaje pasożytów roślinnych
Ocenia się, że na świecie istnieje ok. 3 tys. gatunków roślin pasożytniczych. Wyróżnia się wśród nich:
- pasożyty obligatoryjne (bezwzględne) – do przeprowadzenia cyklu życiowego wymagają gospodarza.
- pasożyty fakultatywne (względne) – mogą dopełnić cykl życiowy niezależnie od gospodarza.

Rośliny pasożytnicze dzieli się także ze względu na zdolność do fotosyntezy:
- pasożyty całkowite – rośliny bezzieleniowe, które w ogóle nie przeprowadzają fotosyntezy, lecz wszystkie potrzebne do życia substancje organiczne czerpią z organizmu żywiciela. Żywicielem może być inna roślina lub, w przypadku myko-heterotrofów, określony gatunek grzyba.
- półpasożyty (synonimy: semiparazyty, pasożyty częściowe) – posiadają zielony chlorofil i przeprowadzają fotosyntezę, a z organizmu żywiciela pobierają tylko niektóre niezbędne im do życia składniki, np. wodę i sole mineralne. Niektóre półpasożyty (np. szelężnik) mogą żyć samodzielnie bez żywiciela, jednak wówczas nie są w stanie wytworzyć kwiatów. Świetliki co prawda wytwarzają kwiaty, ale drobne, również nasiona są drobniejsze.

Parazytofity mogą pasożytować na różnych częściach roślin. Wyróżnia się dwie grupy:
- pasożyty korzeniowe – ich ssawki wnikają do korzeni roślin. Wiele gatunków z tej grupy (np. z rodziny zarazowatych), żyje pod ziemią, a pęd nadziemny pojawia się krótkotrwale, tylko na okres niezbędny do wytworzenia nasion. Niektóre jednak, np. szelężnik żyją cały czas nad ziemią.
- pasożyty pędowe – ich ssawki wnikają do pędów nadziemnych. Przedstawicielem jest np. kanianka. Po wykiełkowaniu z nasiona jej ssawki wnikają do gleby i z nasiona wyrasta długi, cienki pęd, który zatacza koła, aż trafi na roślinę żywicielską. Wówczas pędy kanianki owijają się wokół łodygi żywiciela zapuszczając ssawki. Po pewnym czasie kanianka traci łączność z ziemią, stając się pasożytem całkowitym. Jeżeli w krótkim czasie po wykiełkowaniu nie napotka żywiciela, obumiera.

Zgodnie z tym podziałem pasożyty całkowite są zawsze obligatoryjne i można je rozróżniać ze względu na zasiedlane części roślin, np.:
- łuskiewnik różowy to pasożyt całkowity (obligatoryjny) korzeniowy
- kanianka lnowa to pasożyt całkowity (obligatoryjny) pędowy

Półpasożytów dotyczą obydwa pozostałe podziały, czyli np.:
- jemioła pospolita jest półpasożytem obligatoryjnym pędowym
- szelężnik mniejszy (Rhinanthus minor) jest półpasożytem fakultatywnym korzeniowym

## Tryb życia
Najważniejszą cechą budowy umożliwiającą parazytofitom pasożytniczy tryb życia jest posiadanie specjalnych ssawek (haustorium). Wchłaniają one wodne roztwory soli i substancji organicznych z organizmu żywiciela oraz wydzielają specjalne enzymy umożliwiające inwazję do jego organizmu. U pasożytniczych roślin nadrzewnych, jak np. u jemioły, ważnym przystosowaniem jest też wytwarzanie kleistych owoców, które mogą przykleić się do gałęzi drzew.
Parazytofity cechuje zwykle wybiórczość co do organizmu żywiciela. Przeważnie pasożytują na ściśle określonym gatunku, lub grupie spokrewnionych gatunków, np. zaraza błękitnawa pasożytuje tylko na bylicy polnej. Mniej wyspecjalizowany jest np. łuskiewnik różowy, który pasożytuje na korzeniach wielu gatunków drzew.
Nasiona wielu roślin pasożytniczych kiełkują tylko wtedy, gdy znajdą się w pobliżu rośliny żywicielskiej. Po wykiełkowaniu wytwarzają ssawki, którymi przytwierdzają się do żywiciela i wnikają do jego organizmu pobierając z niego potrzebne im składniki. Ponieważ nie muszą przeprowadzać fotosyntezy, nie posiadają chlorofilu, a liście zwykle mają zredukowane do łusek. 
Konsekwencją pasożytniczego trybu życia jest uproszczenie budowy ciała rośliny. Nie musząc wytwarzać skomplikowanych struktur niezbędnych do procesu fotosyntezy, niemal całą energię pobraną od żywiciela parazytofity mogą przeznaczyć na wytworzenie kwiatów i nasion. Tak jest np. u rosnącej w tropikach pasożytniczej raflezji, która wytwarza największe na świecie kwiaty (o średnicy do 1m i wadze do 7 kg). Ponieważ nie muszą przeprowadzać fotosyntezy, mogą rosnąć w miejscach silnie, lub nawet całkowicie zacienionych.

## Znaczenie
Na rośliny żywicielskie rośliny pasożytnicze wywierają niekorzystny wpływ. Pobierając z nich wodę z solami mineralnymi oraz składniki pokarmowe osłabiają je, a nawet mogą doprowadzić do ich śmierci, szczególnie pasożyty całkowite. Jeśli chodzi o półpasożyty, często nie obserwuje się ich szkodliwego wpływu na żywiciela, jednak jeśli występują w dużym zagęszczeniu (np. jemioła), wówczas również osłabiają żywiciela, a ponadto zacieniając go zmniejszają wydajność jego fotosyntezy.
W gospodarce człowieka rośliny pasożytnicze nie znalazły większego zastosowania. Jemioła używana jest jako roślina lecznicza i do celów dekoracyjnych. Niektóre, np. kilka gatunków kanianek, mogą zmniejszać plony roślin uprawnych, mogą także powodować zatrucia ludzi, a szczególnie zwierząt, które jedzą paszę z zakażonych tymi roślinami upraw, są bowiem roślinami trującymi.

## Gatunki pasożytów całkowitych we florze polskiej
- kanianka amerykańska (Cuscuta gronovii Willd. ex Schult. in Roem. & Schult.)
- kanianka koniczynowa (Cuscuta trifolii Bab. & Gibson)
- kanianka lnowa (Cuscuta epilinum Weihe ex Boenn.)
- kanianka macierzankowa (Cuscuta epithymum L.)
- kanianka polna (Cuscuta campestris Yunck.)
- kanianka pospolita kanianka europejska (Cuscuta europaea L.)
- kanianka wielka (Cuscuta lupuliformis Krock.)
- kanianka wonna (Cuscuta suaveolensi Ser.)
- kanianka mniejsza (Cuscuta suaveolensi Ser.)
- korzeniówka mniejsza (Monotropa hypophegea Wallr.)
- korzeniówka pospolita (Monotropa hypopityts L.)
- łuskiewnik różowy (Lathraea squamaria L.)
- zaraza alzacka (Orobanche alsatica Kirschl.)
- zaraza bladokwiatowa, z. siatkowata (Orobanche pallidiflora Wimm. & Grab.)
- zaraza bluszczowa (Orobanche hederae Duby)
- zaraza błękitnawa (Orobanche coerulescens Stephan ex Willd.)
- zaraza czerwonawa (Orobanche lutea Baumg)
- zaraza drobnokwiatowa (Orobanche minor Sm.)
- zaraza gałęzista (Orobanche ramosa  L.)
- zaraza goryczelowa (Orobanche picrididis F. W. Schultz)
- zaraza krwistoczerwona (Orobanche gracilis Sm.)
- zaraza macierzankowa (Orobanche alba Stephan ex Willd.)
- zaraza piaskowa (Orobanche arenaria Borkh.)
- zaraza przytuliowa z. pospolita (Orobanche caryophyllacea  Sm.)
- zaraza wielka (Orobanche maior L.)
- zaraza żółta (Orobanche flava Mart. ex F. W. Schultz)

## Gatunki półpasożytów we florze polskiej
- bartsja alpejska (Bartsia alpina L.)
- gnidosz błotny (Pedicularis palustris L.)
- gnidosz dwubarwny (Pedicularis oederi Vahl)
- gnidosz Hacqueta (Pedicularis hacquetii Graf)
- gnidosz królewski (Pedicularis sceptrum-carolinum L.)
- gnidosz okazały (Pedicularis exaltata Besser)
- gnidosz okółkowy (Pedicularis verticillata L.)
- gnidosz rozesłany (Pedicularis sylvatica L.)
- gnidosz sudecki (Pedicularis sudetica Willd.)
- jemioła pospolita (Viscum album L.)
- leniec alpejski (Thesium alpinum L.)
- leniec bezpodkwiatkowy (Thesium ebracteatum Hayne)
- leniec łąkowy (Thesium pyrenaicum Pourr.)
- leniec pospolity (Thesium linophyllon L.)
- pszeniec biały (Melampyrum saxosum Baumg.)
- pszeniec brodaty (Melampyrum barbatum Waldst. & Kit. ex Willd.)
- pszeniec gajowy (Melampyrum nemorosum L.)
- pszeniec grzebieniasty (Melampyrum cristatum L.)
- pszeniec Herbicha (Melampyrum herbichii Woł.)
- pszeniec leśny (Melampyrum sylvaticum L.)
- pszeniec polski (Melampyrum polonicum (P. Beauv.) Soó)
- pszeniec różowy (Melampyrum arvense L.)
- pszeniec zwyczajny (Melampyrum pratense L.)
- szelężnik Borbasa (Rhinanthus borbasii (Dörfl.) Soó)
- szelężnik mniejszy (Rhinanthus minor L.)
- szelężnik większy (Rhinanthus serotinus (Schönh.) Obornţ)
- szelężnik włochaty (Rhinanthus alectorolophus (Scop.) Pollich)
- szelężnik wysokogórski (Rhinanthus alpinus Baumg)
- świetlik błękitny (Euphrasia coerulea Hoppe & Fürnr., syn: E. coerulea Tausch, E. curta (Fr.) Wettst.)
- świetlik gajowy, świetlik zwarty (Euphrasia nemorosa (Pers.) Wallr.)
- świetlik Kernera (Euphrasia kerneri Wettst.)
- świetlik łąkowy (Euphrasia rostkoviana Hayne
- świetlik maleńki (Euphrasia minima Jacq.)
- świetlik nadobny (Euphrasia picta Wimm.)
- świetlik salzburski (Euphrasia salisburgensis Hoppe)
- świetlik tatrzański (Euphrasia tatrae Wettst.)
- świetlik wiosenny, ś. krótkogruczołkowy (Euphrasia vernalis List, syn. E. brevipila Burnat & Gremli)
- świetlik wyprężony (Euphrasia stricta D. Wolff ex J. F. Lehm)
- świetlik wątły (Euphrasia micrantha Rchb., syn. E. gracilis Fr.)
- zagorzałek nadbrzeżny (Odontites litoralis Fr.)
- zagorzałek późny (Odontites serotina (Lam.) Rchb.)
- zagorzałek wiosenny (Odontites verna (Bellardi) Dumort)
- zagorzałek żółty (Odontites lutea (L.) Clairv.)